# Meuschenia hippocrepis
Meuschenia hippocrepis är en fiskart som först beskrevs av Jean René Constant Quoy och Joseph Paul Gaimard 1824.  Meuschenia hippocrepis ingår i släktet Meuschenia och familjen filfiskar. IUCN kategoriserar arten globalt som livskraftig. Inga underarter finns listade i Catalogue of Life.